# Escatachuchut
Escatachuchut är en ort i Mexiko.   Den ligger i kommunen Ixtepec och delstaten Puebla, i den sydöstra delen av landet, 170 km öster om huvudstaden Mexico City. Escatachuchut ligger 914 meter över havet och antalet invånare är 543.
Terrängen runt Escatachuchut är huvudsakligen kuperad, men åt sydost är den bergig. Runt Escatachuchut är det ganska tätbefolkat, med 207 invånare per kvadratkilometer. Närmaste större samhälle är Olintla, 7,1 km nordväst om Escatachuchut. I omgivningarna runt Escatachuchut växer i huvudsak städsegrön lövskog.